# Sabaneta (Antioquia)
Sabaneta é uma cidade e município da Colômbia, no departamento de Antioquia. Faz parte da região metropolitana de Medellín. A distância do município para Medellín, a capital do departamento, é de 14 quilômetros.
Atualmente é um dos territórios mais dinâmicos do país; Destaca-se não só como o menor município da Colômbia, mas também pelo seu progresso e desenvolvimento. Graças a esta transformação, foi passando de vila em cidade, tornando-se um destino turístico e religioso pela sua infraestrutura, seu desenvolvimento econômico, social e cultural, sua tradição religiosa e a qualidade humana de seus habitantes.

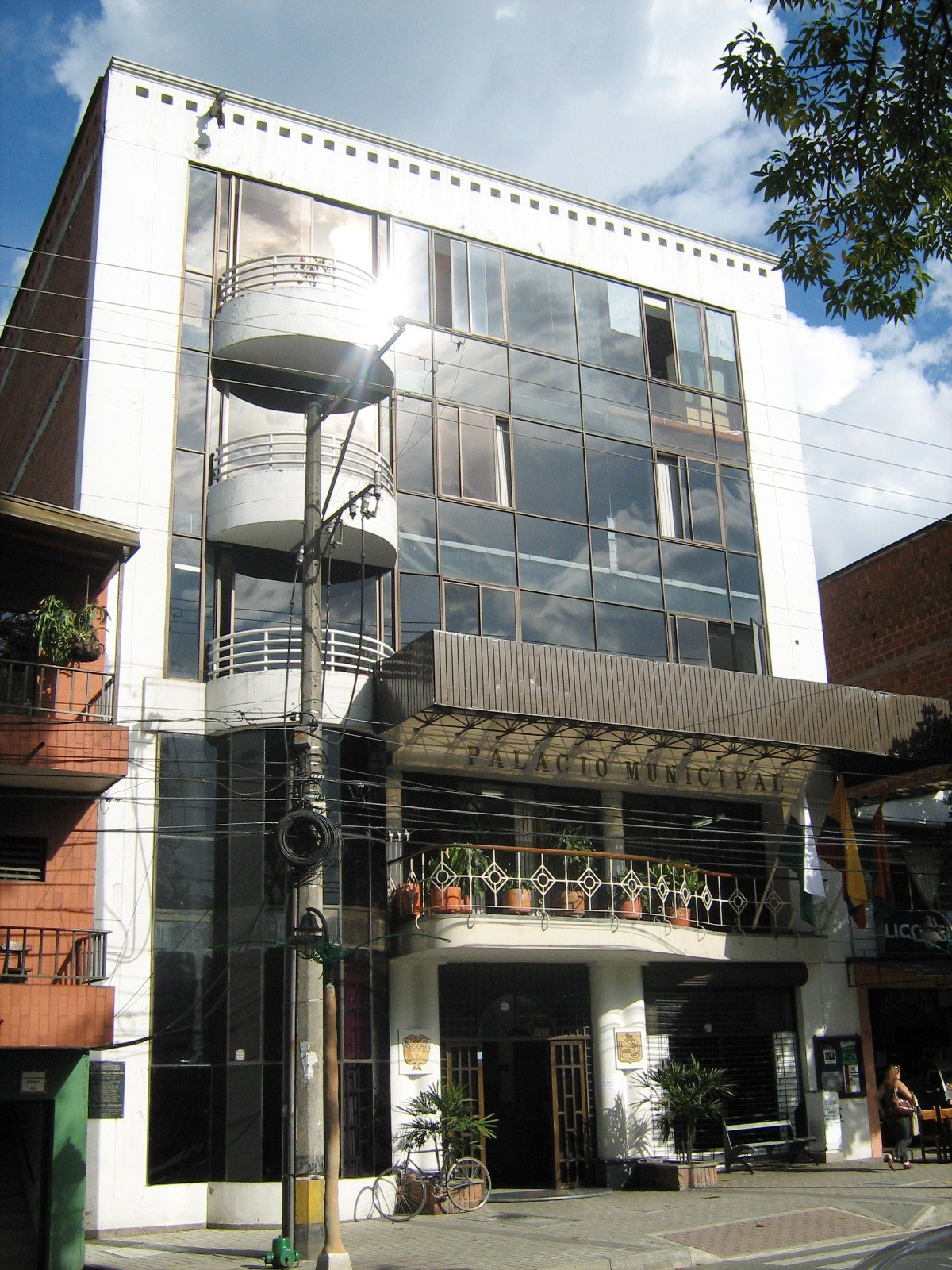
Prefeitura de Sabaneta.

## Origens
Sabaneta foi inicialmente habitada pelos índios Anaconas (aborígenes do outro lado do Ana), que se estabeleceram na encosta oriental, a partir do monte Pan de Azúcar. No ano de 1750, famílias de origem espanhola instalaram-se neste local. Os grupos Montoya, Restrepo, Vélez, Díaz, Díez, Vásquez, Guzmán, Garcés, Baena, Salazar, Mejía, Mesas, Álvarez e Soto constituem o segundo grupo populacional desta região. Em 31 de julho de 1858, a instrução pública para homens começou sob a orientação do professor Sotero Arango, que teria trabalhado como uma seção da Escola Masculina Envigado. Em 1865, a Sra. Adelaida Correa Estrada começou a trabalhar como professora na escola que, um século depois, leva seu nome Cidade de Envigado
Sabaneta foi constituída na aldeia de Envigado pelo Convênio Nº 11 de janeiro de 1899 e seu primeiro inspetor foi Dom Venancio Díaz Vásquez. Em 20 de julho de 1911, foi inaugurada a estação José Félix de Restrepo, dando lugar à Estrada de Ferro Antioquia e marcando a mudança de vida de muitos dos habitantes, que até então se dedicavam à mula e à agricultura.